# Баловка (Днепропетровская область)
Ба́ловка (укр. Балівка) — село, Баловский сельский совет, Днепровский район,
Днепропетровская область, Украина.
Код КОАТУУ — 1221486801. Население по переписи 2001 года составляло 2777 человек.
Является административным центром Баловского сельского совета, в который не входят другие населённые пункты.

## Географическое положение
Село Баловка находится на левом берегу реки Орель (новое русло), выше по течению на расстоянии в 4 км расположено село Лобойковка, ниже по течению на расстоянии в 1,5 км расположено село Партизанское.
Около села несколько озёр — остатки старого русла реки Орель.
Через село проходит автомобильная дорога Р-52.
Рядом проходит железная дорога, станция Баловка в 3-х км.

## История
Село основано в начале XIX века. Первоначальное название — Попово-Баловка. Название связано с фамилией владельца помещика Бала, а также с селом Поповка, которое находилось поблизости.
Попово-Баловка входила в Новомосковский уезд Екатеринославской губернии. В 1890 году открыта первая церковно-приходская школа, в 1911 году — земская школа.
В 1920-е—30-х годах XX века во время коллективизации в СССР в Попово-Баловке созданы первые колхозы, которые в 1950 году объединены в совхоз «Победа».
В марте 1943 года в село было направлено несколько полицейских конной школы жандармов из Днепропетровска с целью патрулирования местности.
В 1972 году построен дом культуры (в настоящее время не действует). 
В апреле 1973 года введен в эксплуатацию крупнейший в СССР Баловский элеватор, рассчитанный на хранение 147 тыс. тонн зерна..
В 1978 — новое трехэтажное помещение для школы.
В 1985 году село получило нынешнее название Баловка.

## Экономика и хозяйство
Работают несколько фермерских хозяйств. Село газифицировано, дороги с твёрдым покрытием.

## Объекты социальной сферы
- Общая среднеобразовательная школа.
- Детский сад на 50 мест.
- Амбулатория.

## Достопримечательности
- Братская могила советских воинов.

## Галерея

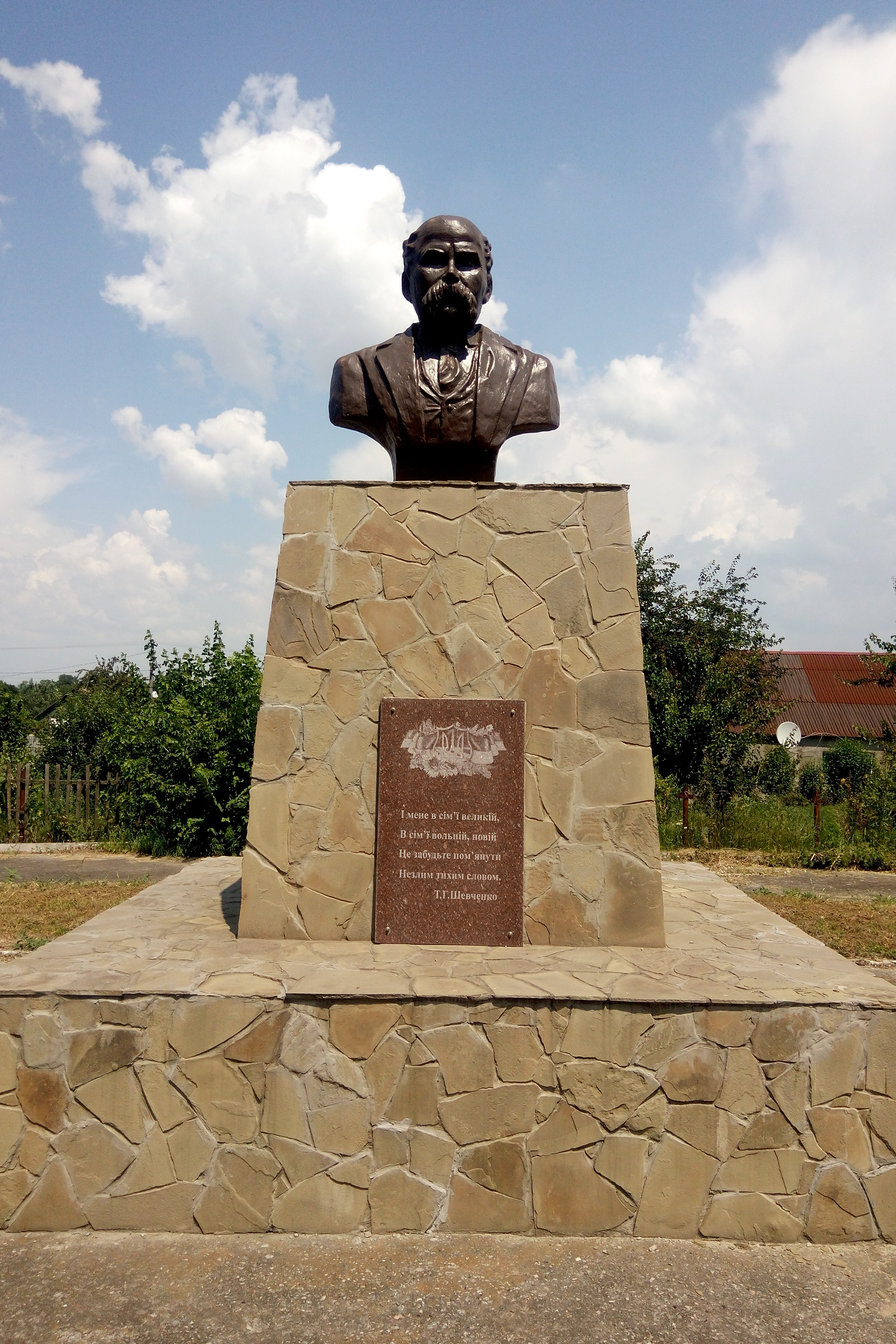
Бюст Т. Г. Шевченко
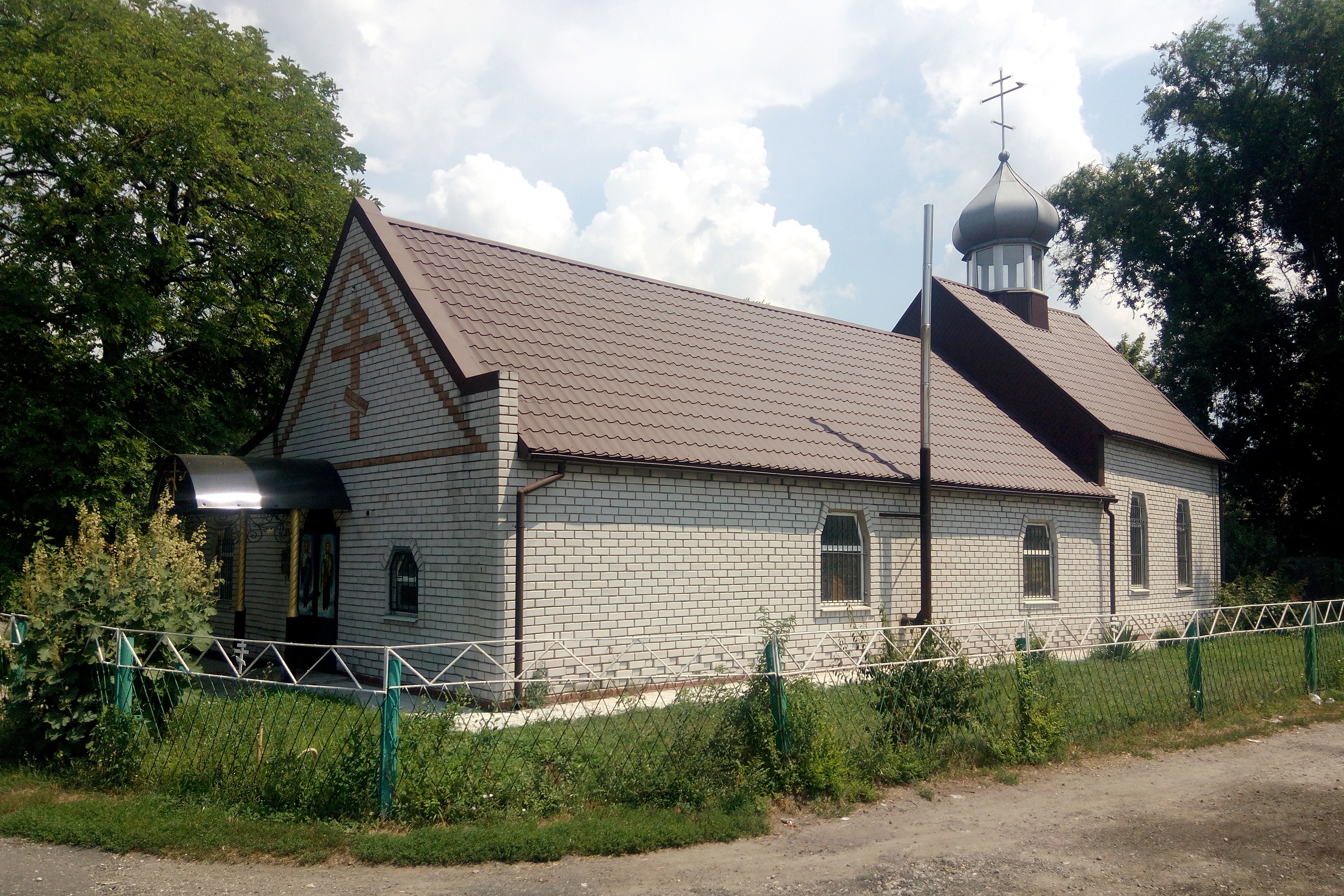
Церковь Иисуса Христа Спасителя
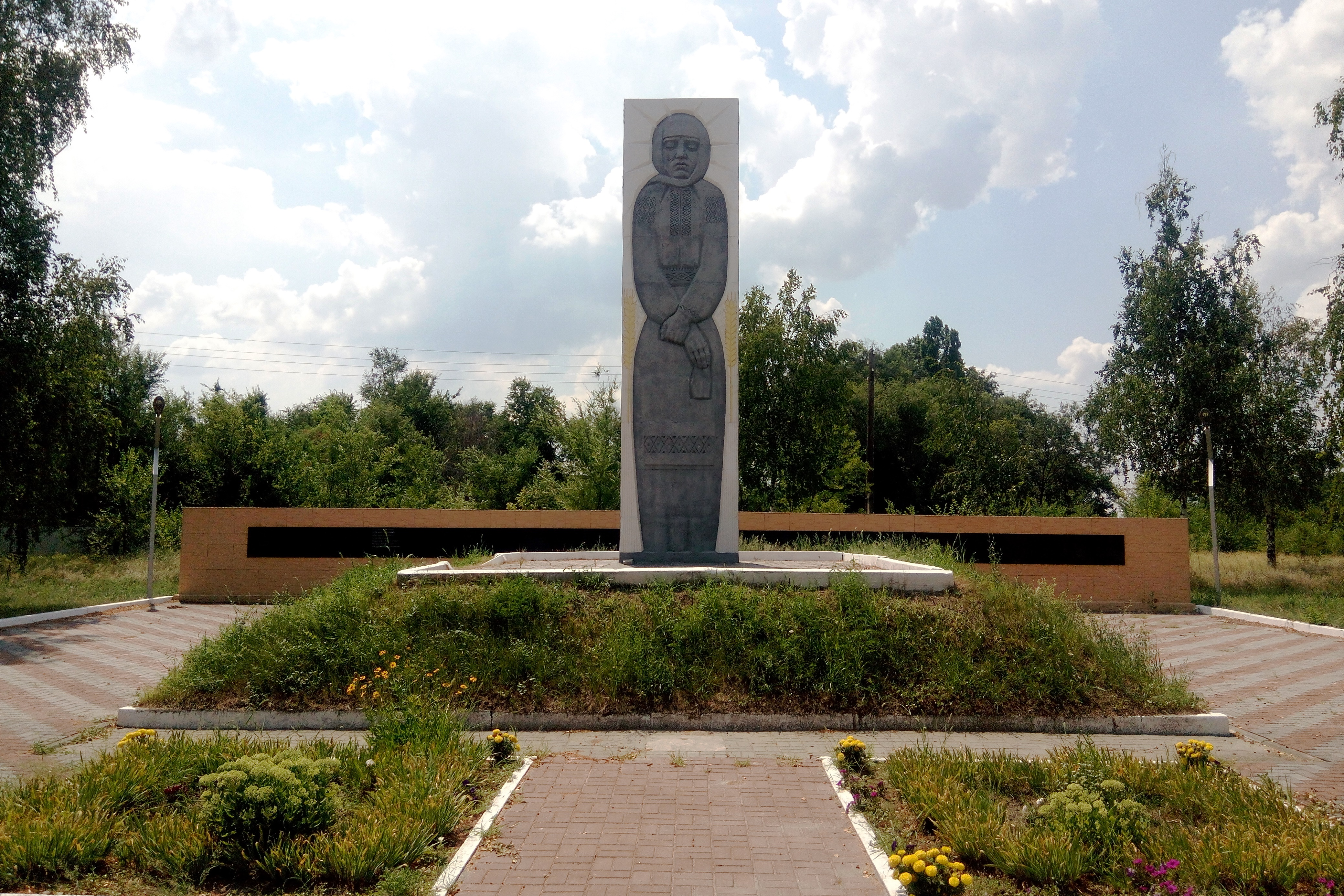
Военный мемориал погибшим односельчанам
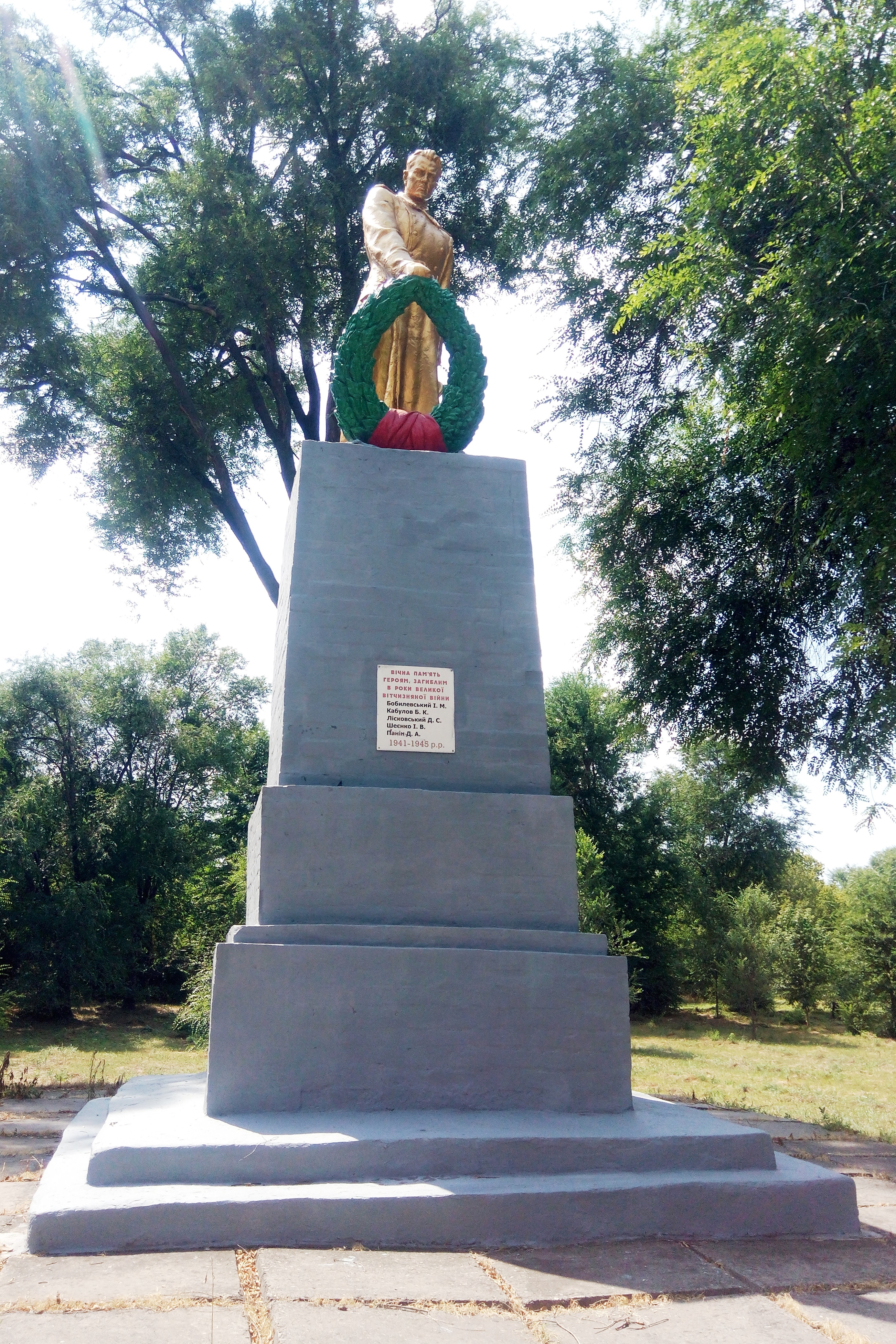
Братская могила советских воинов
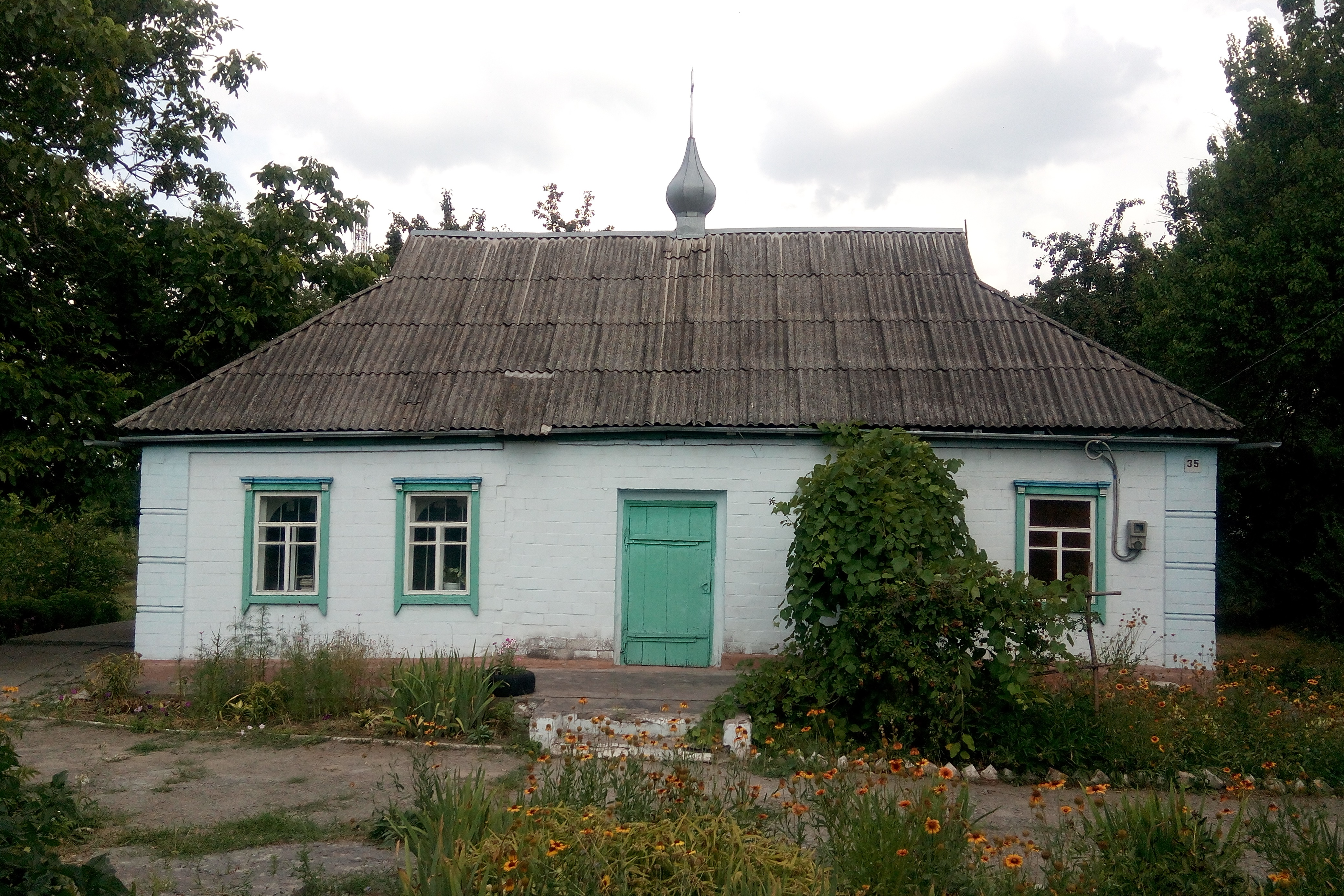
Церковь Покрова Пресвятой Богородицы (УГКЦ)
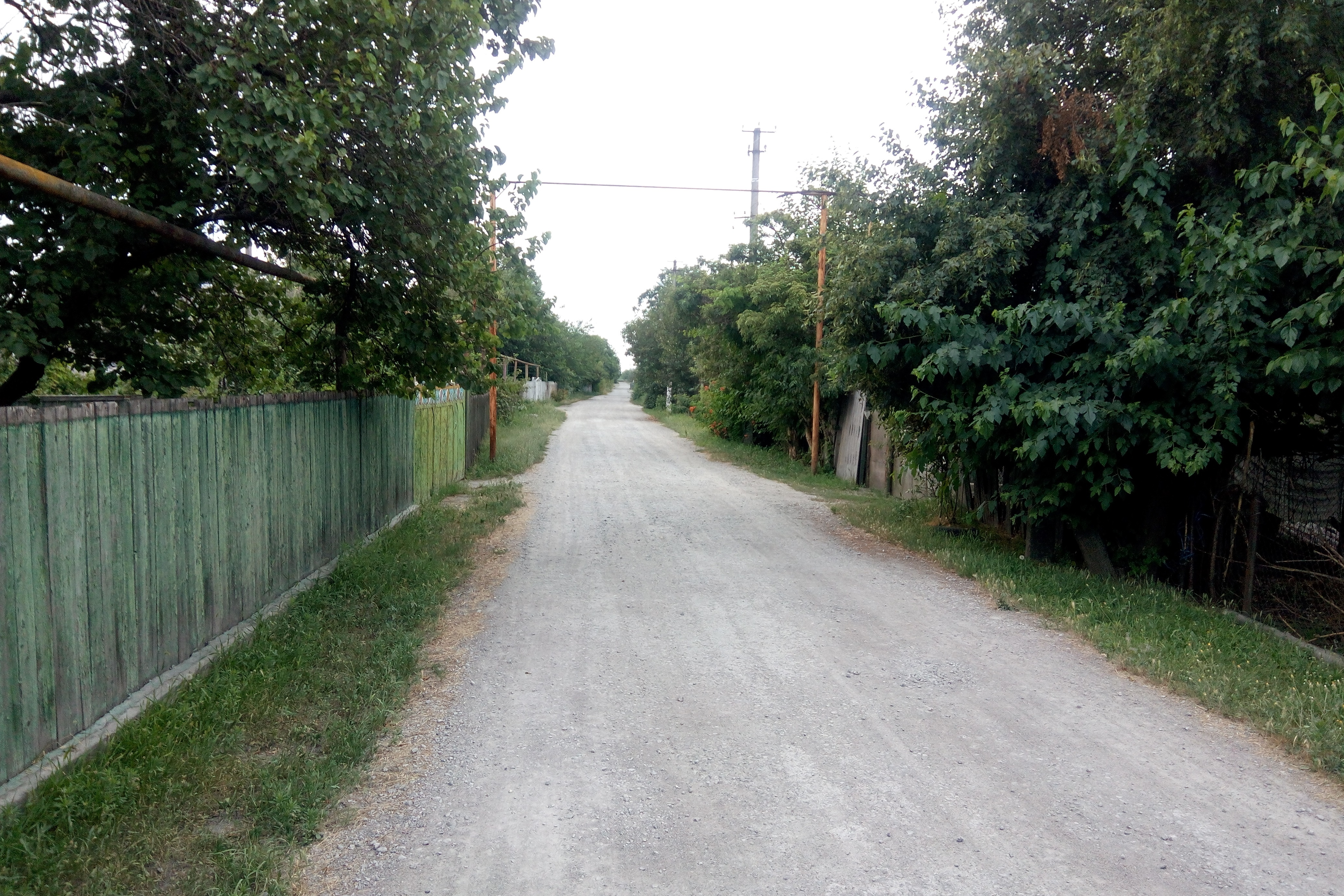
Вид на улицу Калиновая
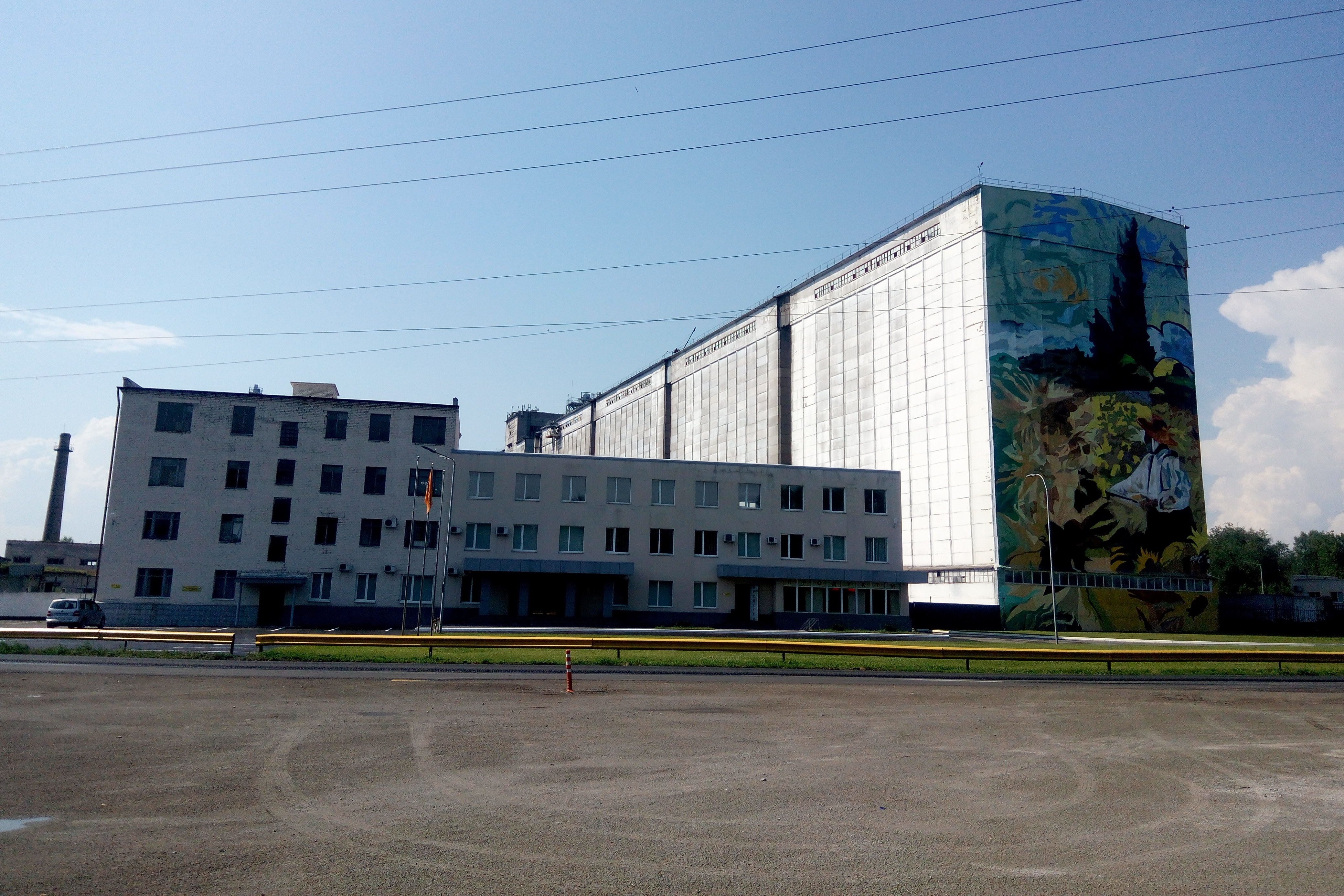
Элеватор
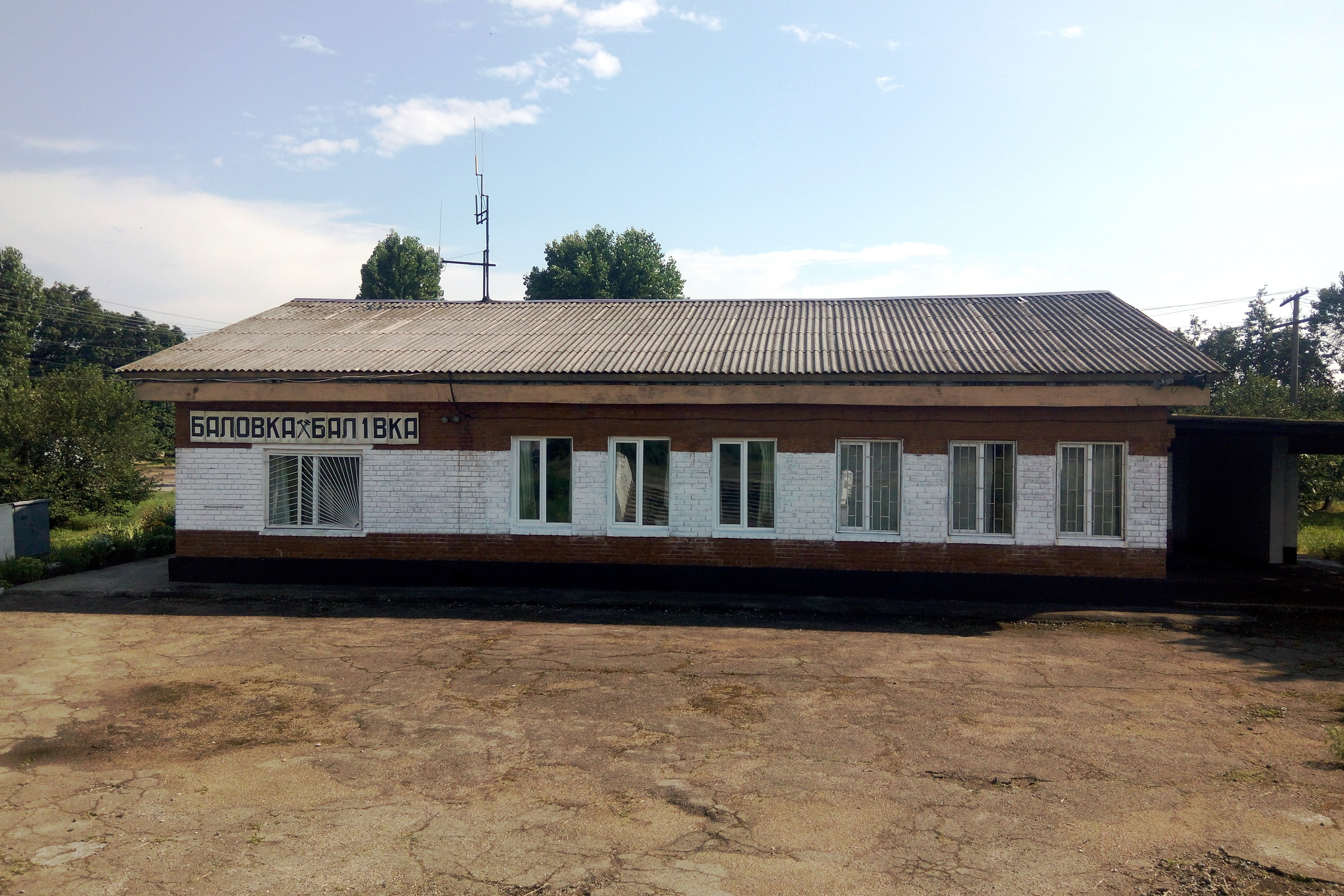
Железнодорожная станция